# (55874) Brlka
(55874) Brlka (1997 UL9) – planetoida z grupy pasa głównego asteroid okrążająca Słońce w ciągu 4,21 lat w średniej odległości 2,61 j.a. Odkryta 28 października 1997 roku.